# Resignación (Clarasó)
Resignación (Oració en idioma catalán) es una escultura hecha por Enric Clarasó en 1891 y que se encuentra conservada actualmente en la Biblioteca Museo Víctor Balaguer, con el número de registro 4174 desde que ingresó el 26 de octubre de 1891, proveniente la colección privada del propio autor de la obra.

## Descripción
La figura muestra a una mujer sentada sobre sus piernas, flexionadas hacia atrás, vestida con larga falda, manga corta y con pañuelo en la cabeza. Gira la cabeza a su derecha, mostrando una actitud meditativa. Parece estar orando, pues tiene las manos unidas y de ellas cuelga un rosario, la cruz del mismo queda en el suelo, en la parte frontal de la escultura. La obra fue expuesta en la Primera Exposición de Bellas Artes de Barcelona el año 1891 y posteriormente donado por el escultor al museo. La obra está firmada con la inscripción E. Clarasó Daudí.